# ونیر (دندان‌پزشکی)
ونیر (به انگلیسی: Veneer) پوسته یا لایه‌ای است که از مواد همرنگ دندان افراد ساخته می‌شود و برای پوشش سطح جلوی دندان‌هایی که ممکن است به علت فاصله‌داشتن یا داشتن رنگ متفاوت یا بدشکل بودن و کج‌بودن، ظاهر خوبی نداشته باشند به کار می‌رود. ونیرها معمولاً در لابراتوار توسط دندان‌ساز و از روی مدلی که توسط دندان‌پزشک تهیه شده ساخته می‌شوند. برای جاگرفتن ونیر روی دندان لازم است مقدار کمی از مینای دندان برداشته شود، به همین علت استفاده از ونیر برگشت‌پذیر نیست. بعضی از غذاها و نوشیدنی‌ها ممکن است باعث بدرنگ‌شدن ونیر شوند.

## چه زمانی از ونیر استفاده می‌شود؟
- به توصیهٔ دندانپزشکان در موارد زیر از ونیر استفاده می‌شود:
- بلند کردن دندان‌های کوتاه
- اصلاح طرح لبخند
- تصحیح بد رنگی و بد شکلی دندان‌ها بدون ارتودنسی در فک بالا و پایین
- بستن فاصلهٔ بین دندان‌ها
- افزایش زیبایی و شفافیت دندان‌ها

## طول عمر لمینت دندان
از آن جایی که لمینت قطعه‌ای است که در خارج از بدن ساخته می‌شود، دارای عمر محدودی است. اگر چه این عمر طولانی مدت است و گاهی ممکن است نزدیک به ده سال برسد، ولی در هر صورت ممکن است خراب شود و زیبایی دندان را کاهش دهد. عمر لمینت به عوامل بسیار زیادی بستگی دارد که دقت سازندگان آن فقط یکی از عوامل آن است.
مهم‌ترین عامل برای افزایش طول عمر لمینت این است که شخص به خوبی از آن مراقبت کند. این نگهداری شامل دوری از موادی مانند سیگار و الکل، نجویدن مواد بسیار سفت، عدم استفاده از نوشیدنی‌های بسیار داغ یا سرد و استفاده از مسواک و نخ دندان به صورت مداوم و دو الی سه مرتبه در روز است. با این حال، اگرچه بسیاری از افراد این مراقبت‌ها را انجام می‌دهند ولی باز هم لمینت آن‌ها دچار مشکل می‌شود.
واقعیت این است که پوسیدگی دندان فقط به وجود لمینت بستگی ندارد. برخی از افراد اشتباهاً تصور می‌کنند که لمینت یک دندان جدید است و سعی می‌کنند پس از استفاده از لمینت، مواد سفت و سخت را گاز بزنند. لمینت فقط یک روش زیبایی دندان است و دندان را از نظر زیبایی شبیه به یک دندان طبیعی می‌کند اما لزوماً استقامت دندان شما را بالاتر نخواهد برد. پریدگی یا پوسیدگی لمینت بعد از چند سال نیز طبیعی است.